# Kuo Hsing-chun
Kuo Hsing-chun (Guō XìngchúnT, hànzìS, 郭婞淳P; Yilan, 26 novembre 1993) è una sollevatrice taiwanese, vincitrice nella categoria 59 kg della medaglia d'oro alle olimpiadi di Tokyo 2020 e della medaglia di bronzo a Rio de Janeiro 2016 nella categoria fino a 58 kg.
È Amis.
È una ex-alunna e professoressa dell'Università Cattolica Fu Jen.

## Palmarès
- Giochi olimpici

Rio de Janeiro 2016: bronzo nei 58 kg.
Tokyo 2020: oro nei 59 kg.
Parigi 2024: bronzo nei 59 kg.
- Mondiali

Breslavia 2013: oro nei 58 kg.
Houston 2015: bronzo nei 58 kg.
Anaheim 2017: oro nei 58 kg.
Aşgabat 2018: oro nei 59 kg.
Pattaya 2019: oro nei 59 kg.
Tashkent 2021: oro nei 59 kg.
Bogotà 2022: argento nei 59 kg.
- Giochi asiatici

Giacarta 2018: oro nei 58 kg.
Hangzhou 2022: bronzo nei 59 kg.
- Campionati asiatici

Pyeongtaek 2012: argento nei 58 kg.
Astana 2013: oro nei 58 kg.
Tashkent 2016: oro nei 58 kg.
Aşgabat 2017: oro nei 58 kg.
Ningbo 2019: oro nei 59 kg.
Tashkent 2020: oro nei 59 kg.
Jinju 2023: bronzo nei 59 kg.
Jiangshan 2025: bronzo nei 59 kg.
- Universiadi

Kazan' 2013: oro nei 58 kg.
Taipei 2015: oro nei 58 kg.
- Giochi olimpici giovanili

Singapore 2010: argento nei 53 kg.